# Anunciação com São João Batista e Santo André (Filippino Lippi)
Anunciação com São João Batista e Santo André é uma pintura a óleo sobre painel de 1485 de Filippino Lippi. Uma obra antiga do artista, mostra uma cena da Anunciação entre São João Batista (à esquerda, padroeiro de Florença) e Santo André (à direita, com sua cruz diagonal).

## História
Vindo do depósito montado pelas tropas republicanas francesas em Roma na igreja de San Luigi dei Francesi, chegou à Galeria Francavilla em Nápoles em 1801. Inicialmente foi atribuído a Ghirlandaio, mas logo foi reconhecido como um trabalho inicial por Filippino Lippi, por volta de 1485.

## Descrição e Estilo
A cena da Anunciação se passa no jardim em frente à casa de Maria, do qual se vislumbra o pórtico e a cerca ao fundo. Em primeiro plano, perto do espectador, estão as figuras do Anjo Gabriel ajoelhado, segurando o típico lírio branco, e de Maria ajoelhada, dobrando um braço e reclinando a cabeça como sinal de humilde aceitação.  Nas laterais dessas figuras estão as figuras de São João Batista e Santo André, de pé e absorvidas, sem agir diretamente no local, mas simplesmente comparecendo ao evento.
A obra mostra múltiplas influências, tanto do pai do artista, Filippo Lippi (especialmente no desenvolvimento da Anunciação, tema recorrente na produção de seu pai), quanto de Filippo Botticelli, o colega um pouco mais velho em cuja sombra Filippino deu seus primeiros passos no cenário artístico.
Ao fundo há uma rara vista de Florença, que inextricavelmente liga a obra a um padroeiro local, mesmo que não necessariamente destinado à cidade, como também confirmado pela presença do Batista, padroeiro da cidade. Santa Maria del Fiore e o Campanário de Giotto, o Bargello e a Abadia Florentina são reconhecíveis.
A representação meticulosa de elementos vegetais, como no prado florido, é uma constante na arte florentina do final do século XV, ligada a um interesse naturalista que nunca diminuiu (que remonta ao gótico internacional), revivido nos últimos anos pela comparação com novas obras dos Primitivos Flamengos e pelos estudos de Leonardo da Vinci.